# Careproctus trachysoma
Careproctus trachysoma es un pez de la familia Liparidae.
Esta especie marina vive entre los 147 y 785 metros de profundidad. Se encuentra en el Mar del Japón, más específicamente en el Estrecho de Tartaria y el Mar de Ojotsk.
Careproctus trachysoma es un pez demersal y crece hasta una longitud máxima de 31 centímetros.

### Lectura recomendada
- Txernova, N. V.; Stein, D. L.; Andriàixev, A. P «Family Liparidae (Scopoli, 1777) snailfishes» (en inglés). California Academy of Sciences Annotated Checklists of Fishes, 31, 72, 2004.
- Wu, H.L., K.-T. Shao i C.F. Lai (eds.), 1999. Latin-Chinese dictionary of fishes names. The Sueichan Press, Taiwán.
- Anònim, 2001. Base de dades de la col·lecció de peixos del National Museum of Natural History (Smithsonian Institution). Smithsonian Institution - Division of Fishes.